# Edward Maunde Thompson

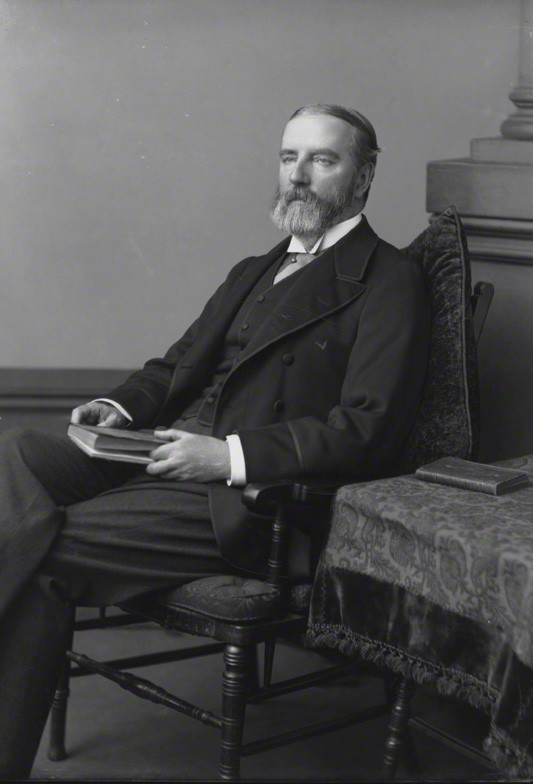
Edward Maunde Thompson 1899

Sir Edward Maunde Thompson (* 4. Mai 1840 in Clarendon (Jamaika); † 14. September 1929 in  London) war englischer Bibliothekar und Paläograph. Er war an der Bibliothek des British Museum tätig und von 1888 bis 1909 Chefbibliothekar und Direktor des British Museum.
Thompsons Eltern stammten aus Clarendon auf Jamaika. Er besuchte die Rugby School und studierte an der Universität Oxford. 1861 wurde er Assistent von Anthony Panizzi, dem Chefbibliothekar des British Museum, 1862 wechselte er in die Handschriftenabteilung. Ab 1863 studierte er daneben Jura am Middle Temple in London und wurde 1867 als Anwalt zugelassen, praktizierte jedoch nie. 1866 wurde er engster Mitarbeiter von Edward Augustus Bond, dem Leiter der Handschriftenabteilung, 1871 wurde er zum stellvertretenden Leiter (Assistant Keeper) ernannt. 1878 folgte er Bond als Leiter der Handschriftenabteilung (Keeper) und 1888 als Chefbibliothekar (Principal Libarian). 1898 wurde er als Director and principal librarian Leiter des gesamten British Museum.
Thompson war ein führender Paläograph in England und veröffentlichte eine Einführung in die griechische und lateinische Paläographie und verfasste viele der einschlägigen Artikel dazu für die Encyclopædia Britannica von 1911.
Bekannt ist er auch für seine paläographische Untersuchung des Theaterstücks Sir Thomas More (1916), in der er zum Schluss kam, dass die Handschrift D die von William Shakespeare ist (das einzige Theater-Manuskript in Shakespeares Handschrift). Das führte er auch in dem 1923 zu dem Stück erschienenen Sammelband aus. Er gab Faksimiles der Handschriftensammlung des British Museum heraus, so die des Codex Alexandrinus (1879/80).
Mit Edward Augustus Bond gründete er 1873 die Palaeographical Society. 1902 war er Gründungsmitglied der British Academy, deren Präsident er 1907 bis 1909 war.
Er war Großkreuz-Ritter des Order of the Bath (GCB) und 1895 wurde er geadelt. Er war Ehrendoktor in Oxford, Durham, St. Andrews und Manchester und Ehren-Fellow des University College Oxford. 1864 heiratete er Georgiana Susanna McKenzie, die ebenfalls aus Jamaika kam und mit der er eine Tochter und drei Söhne hatte.

## Schriften
- English illuminated manuscripts. London: Kegan Paul, Trench, Trübner, 1895
- An Introduction to Greek and Latin Palaeography. Oxford: Clarendon Press, 1912 (Digitalisat).
- Facsimiles of Ancient Manuscripts. London: Oxford University Press, 1913–30.
- Shakespeare’s Handwriting. A Study. Oxford: Clarendon Press, 1916.
- Handbook of Greek and Latin palaeography. London: Kegan Paul 1906
- Chronicon Adae de Usk, A.D. 1377–1404. London 1876
- A catalogue of the Library of the Cathedral Church of Salisbury. London 1880
- A guide to the autograph letters, manuscripts, original charters, and royal, baronial, and ecclesiastical seals exhibited in the Department of manuscripts and in the King’s library. London 1887